# Хомовка (Тернопольская область)
Хомовка (укр. Хомівка) — село в Белецкой сельской общине Тернопольского района Тернопольской области Украины.
До 2020 года входило в Зборовский район.
Код КОАТУУ — 6122687703. Население по переписи 2001 года составляло 196 человек.

## Географическое положение
Село Хомовка находится на расстоянии в 1,5 км от села Игровица (Тернопольский район) и в 3-х км от села Мшанец.
Через село проходит автомобильная дорога Р-39.

## История
- 1705 год — дата основания.
- В 1946 г. Указом Президиума ВС УССР село Хомы переименовано в Хомовку[2]

## Объекты социальной сферы
- Школа I ст.
- Клуб.
- Фельдшерско-акушерский пункт.